# The Terrible Kids
Pour plus de détails, voir Fiche technique et Distribution.
The Terrible Kids est un court métrage muet américain réalisé par Edwin S. Porter et Wallace McCutcheon, sorti en 1906.

## Synopsis
Deux garçons et leur chien entreprennent une série de blagues sur leurs voisins. Après avoir provoqué plusieurs perturbations, les policiers sont appelés, et bientôt les garçons sont en fuite, poursuivi par la police et d'autres. Dans leurs efforts pour échapper, les garçons reçoivent une aide considérable de la part du chien débrouillard.

## Fiche technique
- Réalisation : Edwin S. Porter et Wallace McCutcheon
- Société de production : Edison Manufacturing Co.
- Genre : comédie
- Durée : 7 minutes
- Date de sortie :
  - États-Unis : 1er mai 1906